# Казанское сельское поселение (Воронежская область)
Казанское сельское поселение — упразднённое муниципальное образование в Таловском районе Воронежской области.
Административный центр — посёлок Казанка.

## История
Законом Воронежской области от 30 ноября 2015 года № 163-ОЗ, были преобразованы, путём их объединения Александровское, Васильевское и Казанское сельские поселения — в Александровское сельское поселение с административным центром в селе Александровка.

## Административное деление
В состав поселения входили:
- посёлок Казанка,
- посёлок Ильинка,
- посёлок Казачок,
- посёлок Красный.